# Пеич, Алекса
Алекса Пеич (сербохорв. Алекса Пејић / Aleksa Pejić; род. 9 июля 1999, Белград) — сербский футболист, полузащитник клуба «Маккаби Бней Рейне». Выступал в национальной сборной Сербии.

## Карьера

### «Бродарац»
Воспитанник футбольной академии сербского клуба «Бродарац». В 2017 году в составе юношеской команды клуба в возрастной категории до 19 лет становился чемпионом юношеского первенства. Затем в новом сезоне 2017 года присоединился к основной команде клуба, вместе с которой принимал участие в четвёртом по силе дивизионе. Также вместе с юношеской командой клуба выступал в Юношеской лиге УЕФА. По итогу дебютного сезона вместе с клубом стал победителем чемпионата, заработав себе прямое повышение в дивизионе, отличившись забитым голом. В 2018 году уже полноценно присоединился к основной команде клуба. На протяжении сезона выступал за клуб преимущественно в роли игрока замены, отличившись 6 забитыми голами. По итогу вместе с клубом завершил чемпионат на итоговом седьмом месте в турнирной таблице. По окончании сезона покинул клуб.

### «Пролетер» Нови-Сад
В июне 2019 года на правах свободного агента присоединился к сербскому клубу «Пролетер», подписав долгосрочный контракт. Дебютировал за клуб 21 июля 2019 года в матче против клуба «Раднички Ниш», выйдя на поле в стартовом составе. Дебютным забитым голом за клуб отличился 17 августа 2019 года в матче против клуба «Чукарички». По итогу дебютного сезона вместе с клубом завершил чемпионат на итоговом двенадцатом месте в турнирной таблице. Всего за сезон успел отличиться 2 забитыми голами и голевой передачей. В своём следующем сезоне продолжил выступать за клуб в роли одного из ключевых игроков, вместе с которым занял итоговое восьмое место в чемпионате. За сезон отличился своим единственным забитым голом 4 октября 2020 года в матче против клуба ТСЦ.

### «Шахтёр» Солигорск
В июне 2021 года перешёл в солигорский «Шахтёр», подписав длительный контракт. Дебютировал за клуб 15 августа 2021 года в матче против «Сморгони», выйдя на поле в стартовом составе, также отличившись своим дебютным забитым голом. В июле 2021 года вместе с клубом отправился на квалификационные матчи Лиги конференций УЕФА, где по сумме матчей уступили люксембургскому клубу «Фола». По итогу дебютного сезона футболист быстро смог закрепиться в основной команде белорусского клуба, вместе с которым стал победителем чемпионата. Новый сезон 2022 года начал с поражения за Суперкубок Беларуси, где в финале 5 марта 2022 года уступили борисовскому БАТЭ. Первый матч в рамках чемпионата сыграл 19 марта 2022 года против брестского «Динамо», выйдя на замену на 64 минуте. В мае 2022 года покинул распоряжение солигорского клуба, а в скором времени официально его покинул, расторгнув контракт по соглашению сторон. По сообщениям источников, серб покинул клуб из-за финансовых разногласий.

### «Рапид»
В июне 2022 года на правах свободного агента присоединился к австрийскому «Рапиду». Вместе с клубом в июле 2022 года отправился на квалификационные матчи Лиги конференций УЕФА. Первый матч в рамках еврокубкового турнира сыграл 21 июля 2022 года против польской «Лехии», выйдя на поле в стартовом составе. Дебютный матч в чемпионате сыграл 24 июля 2022 года против «Рида», выйдя на поле в стартовом составе. По итогу квалификаций Лиги конференций УЕФА вместе с клубом дошёл до раунда плей-офф, где по сумме матчей уступили лихтенштейнскому «Вадуцу». Вместе с клубом стал серебряным призёром Кубка Австрии, где в финале 30 апреля 2023 года уступили клубу «Штурм». По итогу сезона вместе с клубом завершил чемпионат на итоговом четвёртом месте. В начале нового сезона получил травму, выбыв из распоряжения клуба. Восстановившись от травмы, футболист был отправлен во вторую команду, за которую провёл лишь матч.

### ТСЦ
В феврале 2024 года появилась информация, что футболист близок к переходу в сербский клуб ТСЦ. В скором времени австрийский «Рапид» официально сообщил о переходе футболиста в сербский клуб. Дебютировал за клуб 11 февраля 2024 года в матче против клуба ИМТ, выйдя на замену на 81 минуте. Дебютным забитым голом за клуб отличился 24 февраля 2024 года в матче против панчевского «Железничара». По итогу основной части чемпионата вместе с клубом вышел в чемпионский раунд, где стал бронзовым призёром. Новый сезон начинал также в роли одного из основных игроков. В августе 2024 года вместе с клубом отправился на квалификационные матчи Лиги Европы УЕФА, где в раунде плей-офф уступили израильскому «Маккаби» Тель-Авив, однако квалифицировались в общий этап Лиги конференций УЕФА. По итогу общего этапа Лиги конференций УЕФА вышли в плей-офф турнира, где по сумме матчей уступили польской «Ягеллонии». По итогу сезона вместе с клубом завершил чемпионат на итоговом седьмом месте, отличившись своим единственным забитым голом.

### «Маккаби Бней Рейне»
В июле 2025 года перешёл в израильский клуб «Маккаби Бней Рейне», подписав контракт до конца сезона.

## Международная карьера
В январе 2021 года был вызван в национальную сборную Сербии для товарищеских матчей против Доминиканской Республики и Панамы.

## Достижения
«Шахтёр» Солигорск
- Чемпион Беларуси: 2021